# رشاد صادقوف
رشاد صادقوف (ترکی آذربایجانی: Rəşad Sadıqov؛ زادهٔ ۱۶ ژوئن ۱۹۸۲) یک بازیکن فوتبال اهل جمهوری آذربایجان است.
از باشگاه‌هایی که در آن بازی کرده‌است می‌توان به باشگاه فوتبال توران تووز، اسکی‌شهراسپور، باشگاه فوتبال نفتچی باکو، قیصریه‌اسپور، باشگاه فوتبال قره‌باغ، و باشگاه فوتبال فولاد خوزستان اشاره کرد.
وی همچنین در تیم ملی فوتبال جمهوری آذربایجان بازی کرده است.